# Bruce Willis
Pour les articles homonymes, voir Willis.
Walter Bruce Willis, dit Bruce Willis (prononcé en anglais : [bɹuːs ˈwɪlɪs]), est un acteur et producteur de cinéma américain né le 19 mars 1955 à Idar-Oberstein en Allemagne de l'Ouest. Il est aussi harmoniciste et chanteur ; il a sorti deux albums : The return of Bruno en 1987 et If It Don't Kill You, It Just Makes You Stronger en 1989.
Sa carrière débute sur scène Off-Broadway, puis se poursuit à la télévision dans les années 1980 avec le rôle de David Addison dans la série Clair de lune (1985-1989). Alternant à la télévision et au cinéma dans des rôles comiques, dramatiques et d'action, Bruce Willis atteint la notoriété grâce à son rôle de John McClane personnage principal du film d'action Die Hard en 1988, qui a rencontré un succès commercial important et s'impose comme une référence du genre.
Durant les années 1990, il revient pour deux suites : 58 Minutes pour vivre (1990) et Une journée en enfer (1995). Il continue par ailleurs à s'imposer comme une tête d'affiche du cinéma d'action avec Le Dernier Samaritain (1990), Dernier Recours (1996), Le Chacal (1997), Code Mercury (1998). Il s'essaie aussi à la science-fiction avec succès grâce à L'Armée des douze singes (1995), Armageddon (1998) et Le Cinquième Élément (1997).
Ses quelques incursions dans la comédie noire et adulte s'opèrent sous la direction de Brian De Palma (Le Bûcher des vanités, 1990), de Robert Zemeckis (La mort vous va si bien, 1992) et surtout Quentin Tarantino (Pulp Fiction, 1994).
La fin des années 1990 et les années 2000 sont synonymes d'une double collaboration remarquée avec le cinéaste M. Night Shyamalan qui le révèle dans un registre plus dramatique avec ses thrillers fantastiques Sixième Sens (1999) et Incassable (2000). Par la suite, ses incursions dans un cinéma dramatique plus classique sont reçues de façon mitigée : Bandits (2001), Mission Évasion (2002), Les Larmes du Soleil (2003) et Dangereuse Séduction (2007).
S'il continue à tourner beaucoup durant les années 2000 et 2010, il ne parvient à regagner les faveurs de la critique qu'avec les films Sin City (2005), Planète Terreur (2007), Looper (2012), ainsi qu'avec une incursion dans l'univers de Wes Anderson pour l'acclamé Moonrise Kingdom (2012). Il redevient aussi John McClane pour Die Hard 4 : Retour en enfer (2007) et Die Hard : Belle journée pour mourir (2013), tout en participant à Red et Expendables : Unité spéciale en 2010. En 2019, il retrouve M. Night Shyamalan pour Glass.
En 2012, il est classé le huitième acteur le plus « rentable » de l'histoire du cinéma.
En mars 2022, sa famille annonce qu'il souffre d'aphasie, un grave problème de santé qui l'oblige à mettre un terme à sa carrière d'acteur. La nature de son mal (démence fronto-temporale) est précisée par sa famille en février 2023.

## Biographie

### Jeunesse
Walter Bruce Willis est né le 19 mars 1955 à Idar-Oberstein, ; il est le fils de David Willis Sr., un militaire américain basé à Idar-Oberstein en Allemagne de l'Ouest (RFA), et de Marlene son épouse, une Allemande née à Cassel. Il a deux frères, David Jr. (un frère cadet) et Robert (celui-ci est mort en 2001 des suites d'un cancer du pancréas), et une sœur, Florence. Lorsqu'il a 2 ans, sa famille quitte l'Allemagne pour les États-Unis. C'est à Penns Grove, dans le New Jersey, qu’il passe la majeure partie de son enfance. À l'école secondaire, alors qu'il souffre de bégaiement,, il montre déjà un vif intérêt pour la scène et préside le club de théâtre de l’école. Après l'école, il trouve un emploi de gardien de sécurité à la centrale nucléaire de Salem puis transporte les équipes de travail à l'usine de DuPont Works à Deepwater (en), dans le New Jersey. Il démissionne après la mort d'un de ses collègues, puis travaille comme barman à New York.
Il décide d'entamer une carrière d'acteur et suit une formation d'art dramatique à l'université d'État de Montclair. Il joue dans une représentation de La Chatte sur un toit brûlant, il quitte cette école au cours de son année junior. Parallèlement, il se consacre à la musique et il apprend à jouer de l'harmonica. Après cette expérience, il revient travailler dans des bars, mais cette fois pour un emploi à temps partiel à l'hôtel Plaza de Manhattan. Après de multiples auditions, il fait réellement ses débuts au théâtre avec la production Ciel et Terre de Broadway et acquiert de plus en plus d'expérience, notamment avec la pièce Fool for Love. Il joue également dans une publicité pour Levi's et une autre pour une marque de préservatifs féminins. Durant cette période, il fréquente l'Actors Studio, l'une des plus prestigieuses écoles d'acteur au monde.

### Carrière

#### Débuts et révélation télévisuelle (années 1980)
Après quelques petits rôles et figurations comme dans Le Verdict avec Paul Newman ou Deux flics à Miami avec Don Johnson, Bruce Willis sort de l'anonymat en 1986 grâce à la série télévisée Clair de lune, diffusée sur la chaîne ABC. Aux côtés de Cybill Shepherd, il incarne, de 1985 à 1988, le détective David Addison Jr., récoltant au passage l’Emmy Award du meilleur acteur dans une série télévisée dramatique et le Golden Globe du meilleur acteur dans une série télévisée musicale ou comique en 1987.
Il connaît son premier succès au grand écran avec Boire et Déboires, la comédie romantique de Blake Edwards dans laquelle il donne la réplique à Kim Basinger. En 1988, il est choisi contre toute attente pour tenir le rôle du policier John McClane dans le film d'action Piège de cristal de John McTiernan. Ce succès planétaire ouvre la saga Die Hard, avec des suites de plus en plus spectaculaires (58 Minutes pour vivre, Une journée en enfer, Die Hard 4 : Retour en enfer et Die Hard : Belle journée pour mourir) qui feront de Bruce Willis le digne successeur d'Arnold Schwarzenegger et de Sylvester Stallone dans la catégorie des films d'action.
Entre-temps, il profite de son succès cinématographique pour tenter une carrière de chanteur. Il a ainsi enregistré deux albums, The Return of Bruno (1987) et If It Don't Kill You, It Just Makes You Stronger (1989).

#### Star du cinéma d'action (années 1990)

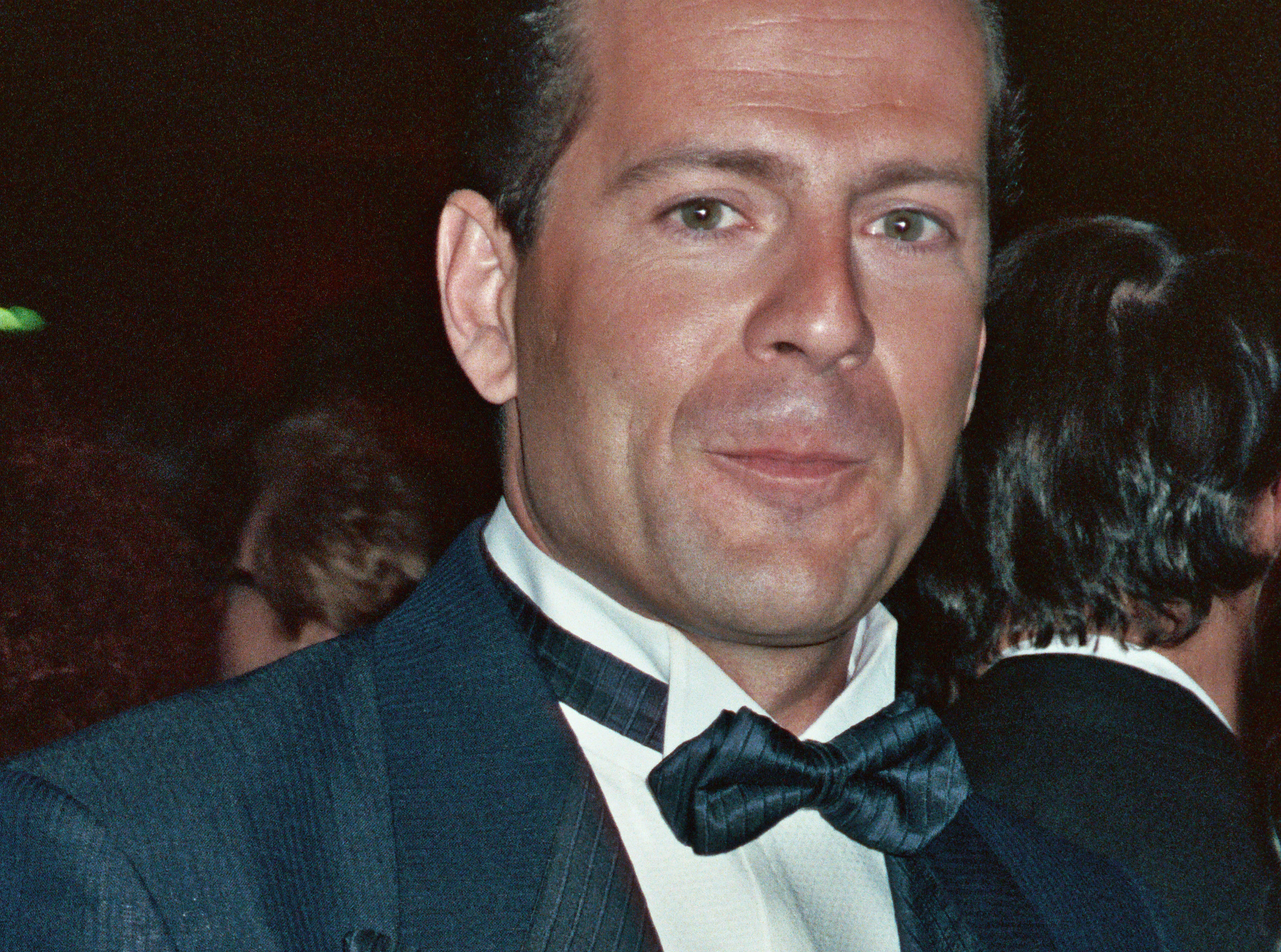
Bruce Willis à la des Oscars en 1989.

Durant les années 1990, Bruce Willis tente de varier son répertoire. Il partage l'affiche avec Tom Hanks et Morgan Freeman dans Le Bûcher des vanités de Brian De Palma, puis tient la vedette des comédies d'action Le Dernier Samaritain de Tony Scott et Hudson Hawk, gentleman et cambrioleur dont il signe le scénario. Il tient ensuite un rôle à contre-emploi dans La mort vous va si bien de Robert Zemeckis, avec Meryl Streep et Goldie Hawn.
Il confirme son succès avec son rôle de boxeur dans Pulp Fiction de Quentin Tarantino, aux côtés de John Travolta, Samuel L. Jackson et Uma Thurman. Bénéficiant d'un important engouement public et critique, Pulp Fiction devient le film culte de la décennie et lui permet de retrouver une grande popularité. Outre la saga Die Hard qu'il continue de porter avec succès, il enchaîne les films ambitieux ; ainsi, dans L'Armée des douze singes de Terry Gilliam, il voyage dans le temps et se retrouve interné avec Brad Pitt. Dans Le Cinquième Élément de Luc Besson, il doit escorter une Milla Jovovich extra-terrestre, et dans Armageddon de Michael Bay, il commande une équipe d'astronautes (composée entre autres de Ben Affleck, Owen Wilson et Steve Buscemi) pour détruire une météorite qui menace l'humanité. Ces trois films de science-fiction à gros budget l'imposent comme l'archétype du « sauveur du monde » aux yeux du grand public.
À la fin de la décennie, l'acteur entame une collaboration réussie avec le réalisateur M. Night Shyamalan avec le film Sixième Sens en compagnie de Haley Joel Osment, et Incassable dans lequel il retrouve Samuel L. Jackson. Ces deux drames fantastiques lui permettent de montrer un autre aspect de son jeu, en y abordant des rôles plus psychologiques.

#### Diversification (années 2000)

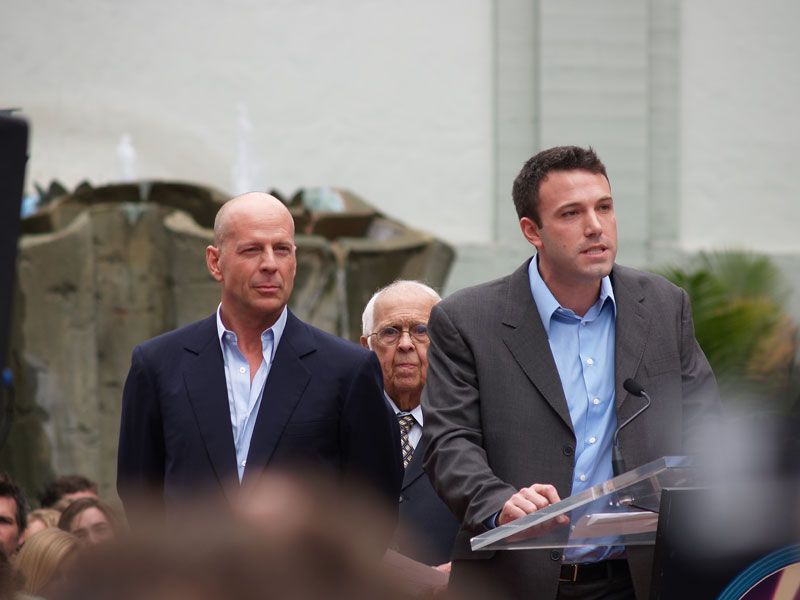
L'acteur, derrière Ben Affleck, pour la cérémonie de pose de son étoile sur le Hollywood Walk of Fame, en octobre 2006.

Il poursuit sa diversification en allant sur le terrain de la comédie avec Mon voisin le tueur (2000) et Mon voisin le tueur 2 (2004), où il intimide Matthew Perry. Il retrouve l'acteur pour trois épisodes de Friends, mais apparait aussi dans d'autres séries comiques populaires de l'époque : Ally McBeal et That '70s Show. Il porte également la comédie familiale des studios Disney, Sale Môme. Il fait aussi confiance à des cinéastes reconnus : lorsqu'il évolue en 2001 dans la comédie dramatique Bandits, de Barry Levinson ou encore joue avec son image de star en 2002 dans la comédie Ocean's Twelve, de Steven Soderbergh.
Parallèlement, il continue dans un registre dramatique dans des films de guerre : le thriller Mission Évasion (2002), qui l'oppose à la star montante Colin Farrell puis le mélodrame guerrier Les Larmes du Soleil (2003) d'Antoine Fuqua avec Monica Bellucci.
À la moitié de la décennie, il revient cependant aux héros musclés : il porte le film d'action Otage (2005), réalisé par le français Florent-Emilio Siri, puis le buddy-movie 16 Blocs (2006), de Richard Donner. Finalement, il redevient John McClane avec un quatrième volet de Die Hard. Il revient aussi au comic-book movie, en incarnant John Hartigan dans l'expérimental et réussi Sin City (2005), réalisé par Robert Rodriguez. Il retrouve ce dernier pour un rôle dans Planète Terreur, co-produit par Quentin Tarantino.
Il fait aussi partie des castings choraux de projets indépendants irrévérencieux et satiriques : en 2006, Fast Food Nation, de Richard Linklater ; Slevin, de Paul McGuigan ; en 2007, Alpha Dog, de Nick Cassavetes. Ces longs-métrages ne convainquent pas la critique. Toutefois, dans le registre du film d'action, Die Hard 4 : Retour en enfer est un succès.
Cette décennie s'achève surtout avec les échecs critiques, du thriller romantique Dangereuse Séduction (2007), qui l'oppose à Halle Berry, puis surtout du blockbuster de science-fiction Clones, qu'il porte sous la direction de Jonathan Mostow.
Ce double échec comme tête d'affiche annonce une décennie 2010 plus difficile pour lui.

#### Passage au second plan (années 2010)

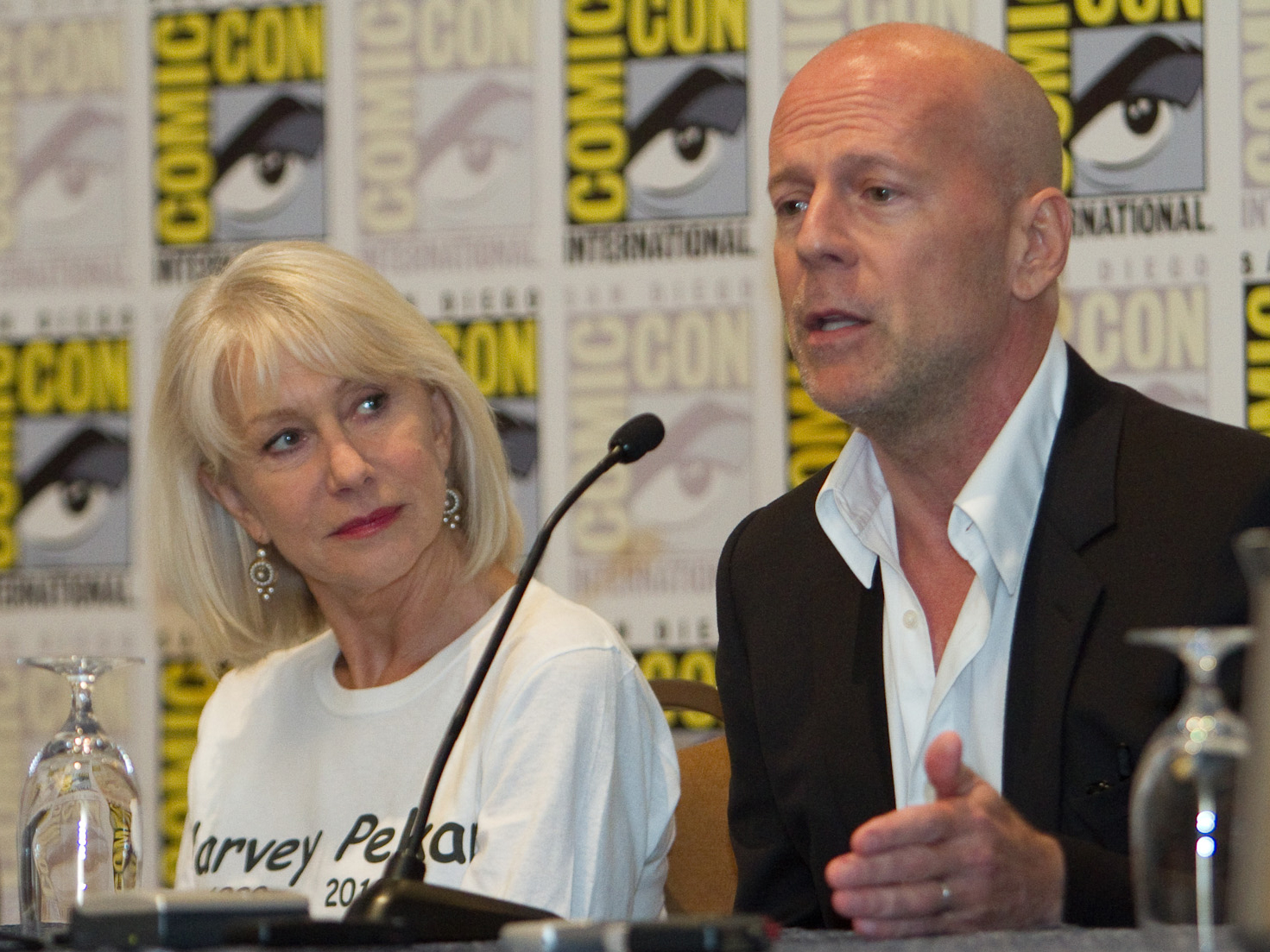
L'acteur aux côtés d'Helen Mirren au San Diego Comic-Con 2010 pour la promotion de Red.

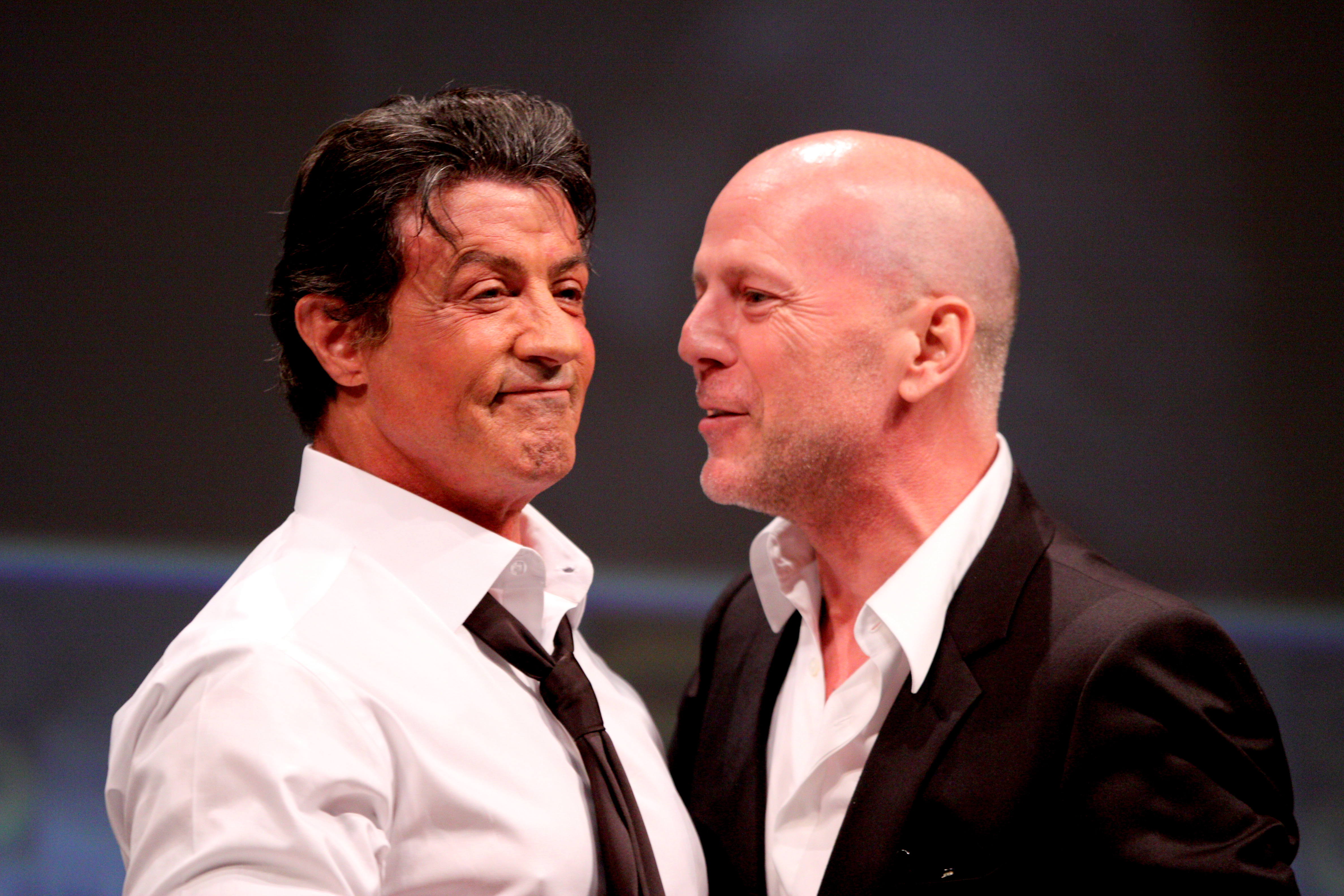
Bruce Willis et Sylvester Stallone en 2010.

Pour rester dans le cinéma d'action, l'acteur s'auto-parodie en 2010 dans le buddy movie Top Cops, où Kevin Smith l'oppose à l'humoriste Tracy Morgan ; puis en faisant partie des retraités de la comédie d'action Red (2010) qui reçoit un bon accueil ; ou encore en faisant partie des vieilles gloires du cinéma d'action réunies pour Expendables 2 : Unité spéciale (2012), sur initiative de Sylvester Stallone. Il retrouve aussi Catherine Zeta-Jones pour la comédie Lady Vegas : Les Mémoires d'une joueuse, réalisée par l'anglais Stephen Frears. Il joue aussi les vieux briscards pour le blockbuster G.I. Joe : Conspiration (2013), porté par Channing Tatum.
Il donne aussi la réplique à de jeunes valeurs montantes d'Hollywood dans des films d'action qui passent inaperçus : Braqueurs (2011), avec Ryan Phillippe, Sans issue (2012), porté par Henry Cavill. Il tient aussi un second rôle haut en couleur dans le film d'action Sans compromis (2012), avec Malin Åkerman. Certains de ces longs métrages sortent directement en vidéo : Fire with Fire : Vengeance par le feu (2012), avec Josh Duhamel, The Prince (2014), avec Jason Patric.
En 2012, il connait ses deux derniers succès critiques grâce à deux cinéastes indépendants : Wes Anderson, qui l'intègre dans la distribution chorale de son acclamé Moonrise Kingdom, puis Rian Johnson qui l'oppose à Joseph Gordon-Levitt dans son film de science-fiction Looper.
Ses retours consécutifs à des marques établies se soldent par des échecs critiques : lorsqu'il redevient en 2013 John McClane pour Die Hard : Belle journée pour mourir de John Moore, il est éreinté par la critique et connait un échec commercial sur le territoire nord-américain, compromettant alors les chances d'un sixième et dernier Die Hard. De même, Red 2 de Dean Parisot et Sin City : J'ai tué pour elle de Frank Miller et Robert Rodriguez sont d'énormes déceptions. Ces deux films reçoivent des critiques négatives, et, si le premier parvient à rembourser son budget, le second est un échec commercial marquant de l'année 2014.
En 2016, alors qu'il est déjà engagé sur le tournage du film Café Society de Woody Allen, il est soudainement remplacé par Steve Carell. Sa difficulté à dire les dialogues écrits par le cinéaste aurait causé son licenciement.
La deuxième moitié de la décennie 2010 marque un passage au second plan pour l'acteur, il enchaîne les films d'action de série B éreintés par la critique et sortant directement en vidéo : Vice (2015), avec Thomas Jane ; Extraction (2015), avec Kellan Lutz ; Precious Cargo (2016), avec Mark-Paul Gosselaar ; Marauders (2016), avec Christopher Meloni ; L.A. Rush (2017), avec John Goodman et Jason Momoa ; First Kill (2017), avec Hayden Christensen ; Acts of Violence (2018), avec Cole Hauser ; Représailles (2018), avec Frank Grillo ; puis le film de guerre chinois Les Sentinelles du Pacifique (2018), sorti directement en vidéo en raison de blanchiment d'argent et de fraudes fiscales importants touchant la production.
En 2018, il tente un comeback avec deux projets : le film d'action Death Wish, inspiré du roman de Brian Garfield, adapté quarante-quatre ans plus tôt au cinéma avec Un justicier dans la ville. Toutefois, le film, mal reçu par la critique n'obtient aucun succès au box-office.
Il retrouve ensuite M. Night Shyamalan et le personnage de David Dunn pour le thriller fantastique indépendant Glass, concluant la trilogie amorcée en 2000 avec l'acclamé Incassable, qui l'avait imposé dans un registre dramatique, et poursuivie en 2017 avec Split, porté par la performance de James McAvoy. Bruce Willis retrouve aussi Samuel L. Jackson. Malgré des critiques mitigées de la presse anglophone (hormis en France où il est mieux accueilli), le long-métrage permet à l'acteur de renouer avec le succès commercial.
La même année, il prête sa voix dans le long métrage d'animation à succès La Grande Aventure Lego 2.
En 2019, L'acteur tient un important second rôle dans la seconde réalisation de l'acteur Edward Norton, le drame indépendant historique Brooklyn Affairs. Il ne renonce pas pour autant aux films d'action de série B : il partage ainsi l'affiche de 10 Minutes Gone avec Michael Chiklis. Il s'apprêtait aussi à faire ses adieux à John McClane dans un sixième et dernier long-métrage au début de la décennie suivante, le voyant passer le flambeau à une version plus jeune du personnage mais le projet est définitivement annulé.

#### Retour au théâtre (2015)
En 2015, Bruce Willis revient sur une scène de théâtre, à Broadway, dans l’adaptation du roman Misery de Stephen King. Il y reprend le rôle de Paul Sheldon, autrefois interprété par James Caan dans le film éponyme. Malheureusement la pièce et le jeu du comédien sont plutôt mal accueillis par la presse.

#### Années 2020: déclin critique et problèmes de santé visibles
Au début de la décennie 2020, la réputation de Willis à Hollywood se ternit après les témoignages de quelques réalisateurs, évoquant des problèmes de comportement en tournage[réf. nécessaire]. Moins demandé dans les grosses productions, l'acteur continue néanmoins de tourner dans de petits films d'action classés « série B ».
En 2021, il partage l’affiche du film Fortress, avec Shannen Doherty, Jesse Metcalfe et Chad Michael Murray.
Ainsi jusqu'à fin 2021, Willis est à l'affiche de nombreux thrillers et films de science-fiction indépendants à petit budget, voire de piètre qualité : les Razzie Awards, système de récompenses parodiant les Oscars pour distinguer les plus mauvaises prestations au cinéma, vont même jusqu'à créer la catégorie « Pire prestation de Bruce Willis dans un film en 2021 ». Il travaille alors principalement avec les sociétés de production Emmett/Furla Oasis (en) (de Randall Emmett) et 308 Entertainment Inc (de Corey William Large (en)). Décrits par Chris Nashawaty (en) d'Esquire comme « une sphère de sécurité rentable » pour les acteurs plus âgés, à l'image de la série The Expendables, la plupart des films sortent directement en vidéo. Pour ce genre de productions, Willis est payé deux millions de dollars pour deux jours de travail, et n'apparaît qu'environ quinze minutes dans chaque film. Son nom est néanmoins largement utilisé pour promouvoir ces films, de faible qualité.

### Bilan de la carrière de Bruce Willis
En 2012, il a été estimé que les films dans lesquels l'acteur avait tourné auraient rapporté près de trois milliards de dollars au box-office américain et sept milliards au box-office mondial, ce qui faisait de lui le huitième acteur le plus « rentable » de l'histoire du cinéma.

### Graves problèmes de santé confirmés: fin de carrière officialisée en 2022
Le 30 mars 2022, dans un communiqué commun, l'épouse de Bruce Willis, Emma Heming, son ex-femme Demi Moore et ses cinq filles, annoncent que l'acteur « a récemment été diagnostiqué souffrant d'une aphasie, ce qui affecte ses capacités cognitives » et qu' « après mûre réflexion, il abandonne sa carrière »,. Des témoignages émergent alors dans le milieu du cinéma américain pour rappeler que, les années précédentes, l'acteur était apparu diminué lors de plusieurs tournages et qu'il avait notamment demandé des journées de travail et des dialogues raccourcis,. À la suite de ce communiqué, l'organisation des Razzie Awards se ravise en annulant sa distinction de « Pire prestation de Bruce Willis dans un film en 2021 » pour le film Cosmic Sin, qu'elle venait d'attribuer à Willis.
Au moment de l'annonce de sa retraite, onze films de Willis restent en attente de sortie pour 2022 et 2023.
L'année suivante, le 16 février 2023, sa famille annonce qu'il est atteint d'une dégénérescence lobaire frontotemporale (DFT), une maladie neurodégénérative qui touche principalement les personnes âgées de 50 à 65 ans et qui engendre la destruction progressive des neurones,.

### Vie privée

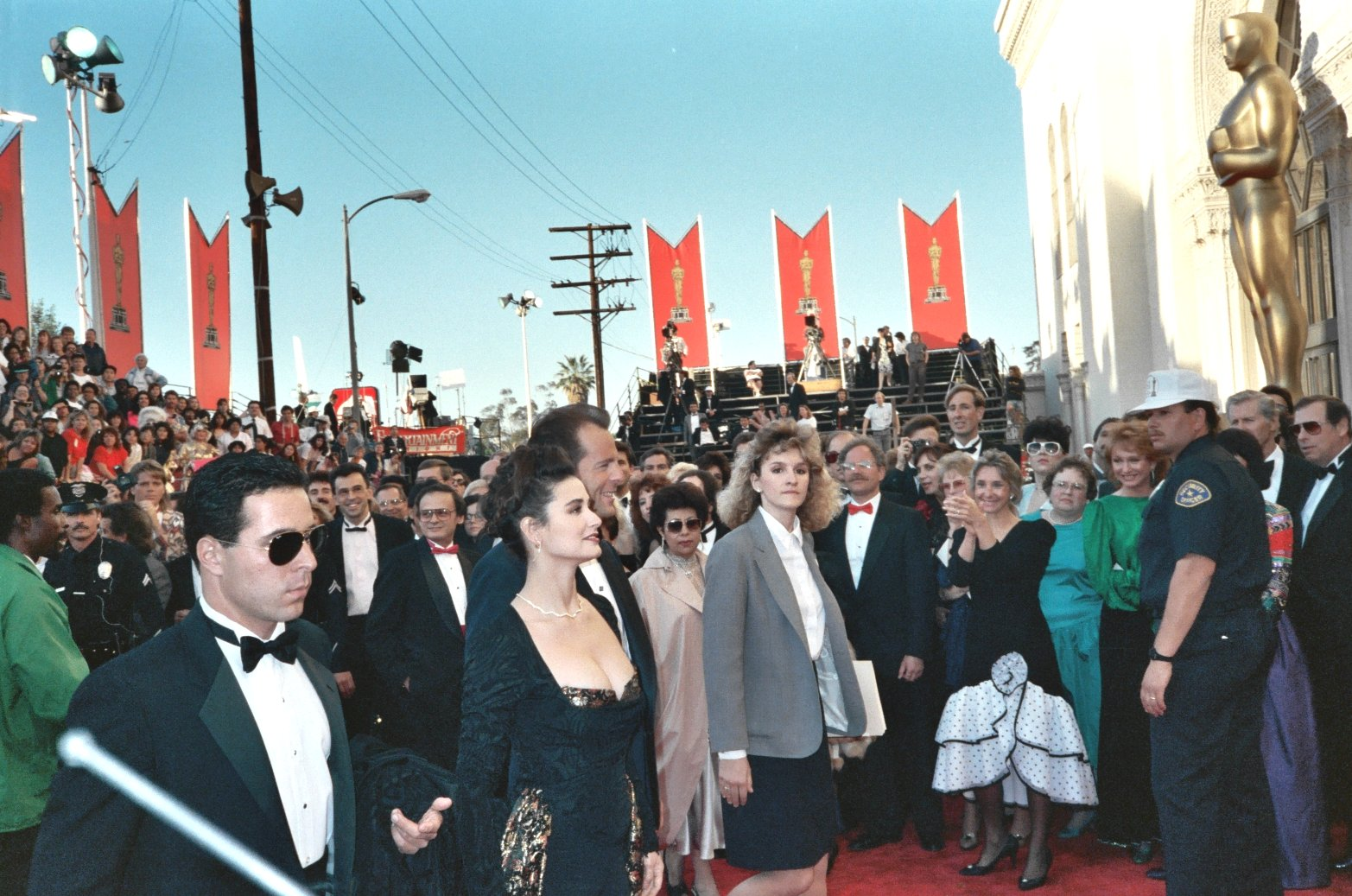
Demi Moore et Bruce Willis à la des Oscars le 29 mars 1989.

De 1987 à 2000, Bruce Willis est marié à l'actrice américaine Demi Moore, avec qui il a trois filles : Rumer Glenn (1988), Scout LaRue (1991) et Tallulah Belle (1994).
De 2003 à 2004, il est fiancé à Brooke Burns.
Le 22 mars 2009, Rogers & Cowan, l'agence chargée des relations publiques de Willis, annonce que l'acteur de 54 ans vient de se remarier le 21 mars avec le mannequin Emma Heming, de vingt-trois ans sa cadette, qu'il fréquentait depuis environ un an. Ils deviennent parents de deux filles, Mabel Ray (2012) et Evelyn Penn (2014).
Bruce Willis est gaucher et parle l'allemand, langue maternelle de sa mère. Il a d'ailleurs été nommé ambassadeur de sa ville natale, Idar-Oberstein, le jour de ses 50 ans.
Il est de confession protestante luthérienne.

## Autour de l'acteur
En 1996, l'écrivain Roger Director, producteur de la série Clair de Lune, a écrit un roman à clef sur Bruce Willis intitulé A Place to Fall et l'actrice Cybill Shepherd écrit dans son autobiographie, Cybill Disobedience (2000), que Willis s'était mis en colère contre un réalisateur qui le traitait d'« acteur névrosé et pétulant ».
En 1998, Bruce Willis participe à Apocalypse, un jeu vidéo sur PlayStation. Le jeu est annoncé avec l'acteur en tant que second rôle, et non pas comme le personnage principal. L'entreprise retravaille par la suite le jeu en utilisant l'apparence de l'acteur et sa voix pour l'utiliser en personnage principal.
L'acteur apparaît, en 2000, dans quelques épisodes de la série Friends, dans le rôle de Paul Stevens, le père d’Elizabeth (une étudiante avec qui Ross est en couple) ; en 2010, dans le clip Stylo du groupe Gorillaz, il tient le rôle d'un officier de police en voiture qui poursuit Murdoc, 2D et le cyborg de Noodle.
L'acteur a également participé au lancement, avec ses amis Arnold Schwarzenegger et Sylvester Stallone, de la chaîne de restauration Planet Hollywood en 1991.
Il apparaît en 2015 en tant que personnage jouable dans Broforce, dans le rôle de John McCLane (rebaptisé ici Bro Hard).

## Discographie
Source
- 1987 : The Return of Bruno (Motown Records) - Demi Moore chœurs sur une chanson.
- 1989 : If It Don't Kill You, It Just Makes You Stronger (Motown)
- 2001 :  Classic Bruce Willis: The Universal Masters Collection - Compilation (Polygram Int'l)

## Distinctions

### Récompenses
- Emmy Awards

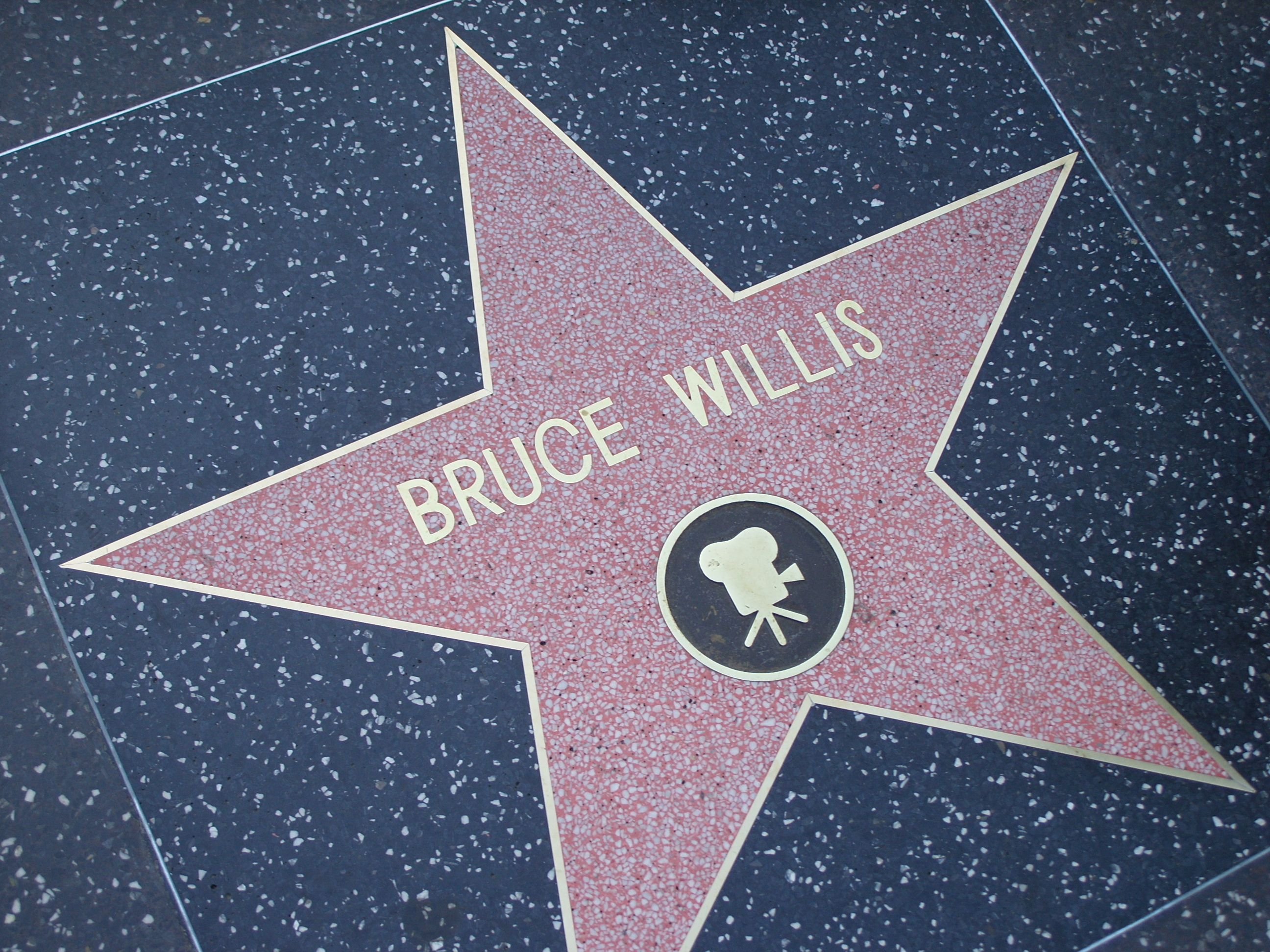
Étoile de Bruce Willis posée sur le Hollywood Walk of Fame.

  - 1987 : meilleur acteur dans une série télévisée dramatique pour Clair de Lune
  - 2000 : meilleur acteur invité dans une série télévisée comique pour le rôle de Paul Stevens dans Friends
- Golden Globes
  - 1987 : meilleur acteur dans une série télévisée musicale ou comique pour Clair de Lune
- Golden Apple Awards
  - 1987 : primé d'une Sour Apple
- People's Choice Awards
  - 2000 : star favorite dans un drame au cinéma (Favorite Motion Picture Star in a Drama)
- Razzie Awards
  - 1992 : pire scénario (Worst Screenplay) pour Hudson Hawk (1991) avec Steven E. de Souza, Daniel Waters, Robert Kraft.
  - 1999 : pire acteur (Worst Actor) pour Armageddon (1998), Mercury Rising et The Siege
- Chlotrudis Awards
  - 1995 : meilleur second rôle pour Samuel L. Jackson et Bruce Willis dans Pulp Fiction

### Nominations

#### Golden Globes
- Golden Globes 1986 : Meilleur acteur dans une série musicale ou comique pour Clair de lune
- Golden Globes 1988 : Meilleur acteur dans une série musicale ou comique pour Clair de lune
- Golden Globes 1990 : Meilleur acteur dans un second rôle dans un film dramatique pour Un héros comme tant d'autres

#### Emmy Awards
- 1986 : meilleur acteur dans une série télévisée dramatique pour Clair de Lune

#### Autres
- 1992 : MTV Movie Awards du meilleur duo à l'écran pour Le Dernier Samaritain (1991) partagé avec Damon Wayans
- 1993 : Saturn Awards du meilleur acteur dans une comédie pour La Mort vous va si bien
- 1993 : American Comedy Award du meilleur acteur dans une comédie pour La Mort vous va si bien
- 1995 : Saturn Awards du meilleur acteur dans un second rôle pour Un homme presque parfait (1994) et Pulp Fiction (1994)
- 1996 : Saturn Awards du meilleur acteur dans un film de science-fiction pour L'Armée des douze singes
- 1998 : Blockbuster Entertainment Award du meilleur acteur pour le film Le Chacal
- 1999 : Saturn Awards du meilleur acteur dans un film de science-fiction pour Armageddon
- 2000 : MTV Movie Awards du meilleur duo à l'écran dans un film à suspense pour Sixième sens partagé avec Haley Joel Osment
- 2000 : MTV Movie Awards du meilleur acteur dans un film à suspense pour Sixième sens
- 2000 : Saturn Award du meilleur acteur dans un film à suspense pour Sixième sens
- 2001 : American Comedy Awards de la meilleure guest-star masculine pour la série Friends
- 2001 : Blockbuster Entertainment Award du meilleur acteur pour le film à suspense Incassable
- 2004 : Blockbuster Entertainment Award de la meilleure voix dans un film d'animation pour Les Razmoket rencontrent les Delajungle
- 2006 : Critics' Choice Movie Award de la meilleure distribution pour Sin City partagé avec Mickey Rourke, Clive Owen, Jessica Alba, Benicio del Toro, Brittany Murphy, Rosario Dawson, Elijah Wood, Alexis Bledel, Jamie Thomas King, Devon Aoki et Nick Stahl
- 2007 : Blockbuster Entertainment Award de la meilleure voix dans un film d'animation Nos voisins, les hommes
- 2007 : National Movie Awards du meilleur acteur dans un film d'action pour Die Hard 4 : Retour en enfer
- 2012 : Gotham Awards de la meilleure distribution pour Moonrise Kingdom (2012) partagé avec Edward Norton, Bill Murray, Frances McDormand, Tilda Swinton, Jared Gilman, Kara Hayward et Jason Schwartzman
- 2013 : Critics' Choice Movie Awards de la meilleure distribution pour Moonrise Kingdom partagé avec Jared Gilman, Kara Hayward, Edward Norton, Bill Murray, Frances McDormand, Tilda Swinton, Harvey Keitel, Bob Balaban et Jason Schwartzman
- 2013 : Independent Spirit Awards du meilleur acteur pour Moonrise Kingdom

### Décorations françaises
- Commandeur de l'ordre des Arts et des Lettres (2013)[43] ; officier (2005)[44]

## Voix francophones
En version française, Patrick Poivey (1948-2020) était la voix régulière de Bruce Willis dans la quasi-totalité de ses apparitions depuis la série télévisée Clair de lune en 1987 jusqu'à sa mort en 2020,. Parmi les rôles les plus notables de l'acteur américain, Poivey a doublé notamment son personnage de John McClane dans la saga Die Hard de 1988 à 2013. Il assurait également son doublage pour les versions françaises de L'Armée des douze singes (1995), Armageddon (1998) et Sixième Sens (1999). Bruce Willis a été doublé par d'autres comédiens à titre plus exceptionnel, notamment par Jacques Bouanich dans Un homme presque parfait, Marc Bretonnière dans L'Irrésistible North ainsi que Bernard Métraux dans Le Cinquième Élément en 1997 (à la demande de Luc Besson) et en 1999 dans Une vie à deux. Au sein de l'animation, l'acteur est doublé par Clovis Cornillac dans Nos voisins, les hommes (2006).
Depuis le décès de Patrick Poivey en juin 2020 et jusqu'à l'annonce de la retraite de Bruce Willis en 2022, Éric Herson-Macarel et Stefan Godin ont assuré la voix française de l'acteur sur ses derniers films sortis.
Au Québec, Jean-Luc Montminy était sa voix régulière jusqu'à sa mort en 2021. Il a doublé l'acteur notamment dans 12 Singes, Armageddon, Le sixième sens et L'Indestructible (2000).
- Versions françaises :
  - Patrick Poivey : Clair de lune, Piège de cristal, L'Armée des douze singes, Armageddon, Le Sixième Sens, etc.
  - Bernard Métraux : Le Cinquième Élément et Une vie à deux.
  - Stefan Godin : Cosmic Sin, Apex, Fortress, A Day to Die, Gasoline Alley, etc.
  - Éric Herson-Macarel : Hard Kill , Anti-Life, La Proie, Out of Death et Jeu de survie

- Versions québécoises :
  - Jean-Luc Montminy : 12 Singes, Armageddon, Le Sixième Sens, L'Indestructible, etc.